# Parafia Zaśnięcia Najświętszej Maryi Panny w Zimnej Wodzie
Parafia Zaśnięcia Przenajświętszej Bogurodzicy – parafia prawosławna w Zimnej Wodzie, w dekanacie Lubin diecezji wrocławsko-szczecińskiej. Siedziba dziekana.
Na terenie parafii funkcjonuje 1 cerkiew:
- cerkiew Zaśnięcia Najświętszej Maryi Panny w Zimnej Wodzie – parafialna

## Historia
Pierwsze nabożeństwo prawosławne w Zimnej Wodzie odprawiono 28 sierpnia 1947. Wierni pochodzili z Bartnego koło Gorlic (przesiedleni w ramach Akcji „Wisła”). Na cerkiew zaadaptowano opuszczony XIV-wieczny poewangelicki kościół. Początkowo parafia liczyła około 100 rodzin, później liczba wiernych zmniejszyła się wskutek powrotu części ludności w rodzinne strony. W 2013 do parafii należało 70 rodzin.
Parafia posiada na miejscowym cmentarzu wydzieloną kwaterę.

## Wykaz proboszczów
- 1.08.1947 – 9.03.1959 – ks. Jan Lewiarz
- 1959 – ks. Jerzy Zilintykiewicz
- 3.11.1959 – 28.07.1960 – o. ihumen Alipiusz (Antoni Kołodko)
- 28.07.1960 – 24.09.1960 – ks. Jan Lewiarz
- 24.09.1960 – 13.08.1966 – ks. Michał Żuk
- 13.08.1966 – 1967 – ks. Jan Lewiarz
- 1967–1969 – ks. Teodor Kuczyński
- 1969–1970 – o. ihumen Aleksy (Jaroszuk)
- 1970–1977 – ks. Bogdan Sencio
- 1977–1989 – ks. Jan Pietruczyk
- 18.02.1990 – 2019 – ks. Jerzy Malisz
- 2019 –2022 – ks. Sławomir Kondratiuk[1]
- od 2022 – ks. Adam Horbal[2]